# Mitrephanes
Mitrephanes é um género de ave da família Tyrannidae.
Este género contém as seguintes espécies:
- Mitrephanes phaeocercus
- Mitrephanes olivaceus